# سجن شبانداو

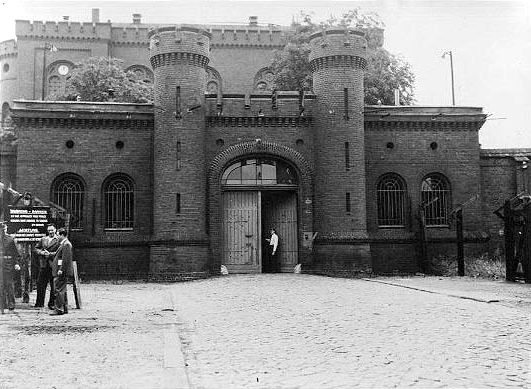
سجن سبانداو عام 1951

سجن شبانداو في حي سبانداو في برلين الغربية. تم بنائه في عام 1876 وتم هدمه في أغسطس 1987 بعد وفاة آخر سجين فيه، رودولف هيس، الذي انتحر عن عمر 93 عامًا، لمنعه من أن يصبح مزارًا للنازيين الجدد. أعيد بناء الموقع في وقت لاحق كمركز للتسوق للقوات البريطانية المتمركزة في ألمانيا. 

## التاريخ
بني السجن في عام 1876 على يد Wilhelmstraße . كان في البداية بمثابة مركز اعتقال عسكري. من عام 1919 كان يستخدم أيضا للسجناء المدنيين. احتجز ما يصل إلى 600 سجين في ذلك الوقت. 
في أعقاب حريق الرايخستاغ عام 1933، احتُجز فيه معارضو هتلر، وصحفيون مثل إيغون كيش وكارل فون أوسيتزكي، هناك فيما يسمى بحراسة الحماية. أصبح سجن سبانداو سلفاً لمعسكرات الاعتقال النازية. بينما كانت تديرها رسميا وزارة العدل البروسية، قام الجستابو بتعذيب وإساءة معاملة نزلاءه، كما يتذكر إيغون إيروين كيش في ذاكرته عن سجن سبانداو. بحلول نهاية عام 1933، أقيمت أولى معسكرات الاعتقال النازية (في داخاو، أوستوفن، أورانينبورغ، سونينبورغ، ليشتنبرغ ومخيمات حول استيرويغن)؛ تم نقل جميع السجناء الباقين الذين احتُجزوا فيما يسمى بالاحتجاز الوقائي في سجون الدولة إلى معسكرات الاعتقال هذه. 
بعد الحرب العالمية الثانية، وقع السجن في القطاع البريطاني فيما ما بات يعرف ببرلين الغربية، لكن تم إدارته من قبل سلطات القوى الأربع لإيواء مجرمي الحرب النازيين المحكوم عليهم بالسجن في محاكمات نورمبرغ.
تم سجن سبعة سجناء فقط فيه. عند وصولهم من نورمبرغ في 18 يوليو 1947، كانوا: 
| اسم                    | لا. | جملة او حكم على | الافراج او الموت | ملاحظات         | ولادة          | الموت          | عمر |
| ---------------------- | --- | --------------- | ---------------- | --------------- | -------------- | -------------- | --- |
| Konstantin von Neurath | 3   | 15 سنة          | 6 نوفمبر 1954    | صدر في وقت مبكر | 2 فبراير 1873  | 14 أغسطس 1956  | 83  |
| Erich Raeder           | 4   | حياة            | 26 سبتمبر 1955   | صدر في وقت مبكر | 24 أبريل 1876  | 6 نوفمبر 1960  | 84  |
| Karl Dönitz            | 2   | 10 سنوات        | 30 سبتمبر 1956   |                 | 16 سبتمبر 1891 | 24 ديسمبر 1980 | 89  |
| Walther Funk           | 6   | حياة            | 16 مايو 1957     | صدر في وقت مبكر | 18 أغسطس 1890  | 31 مايو 1960   | 69  |
| Albert Speer           | 5   | 20 سنه          | 30 سبتمبر 1966   |                 | 19 مارس 1905   | 1 سبتمبر 1981  | 76  |
| Baldur von Schirach    | 1   | 20 سنه          | 30 سبتمبر 1966   |                 | 9 مايو 1907    | 8 أغسطس 1974   | 67  |
| Rudolf Hess            | 7   | حياة            | 17 أغسطس 1987    | مات في السجن    | 26 أبريل 1894  | 17 أغسطس 1987  | 93  |